# トロシー川
トロシー川（トロシーがわ、英: River Trothy、ウェールズ語: Afon Troddi）はウェールズ南西のモンマスシャー北部を流れる川。
この川はアバーガベニー北西のキャンプトンを源流とする。ランベープリーまでは南に流れ、そこから東に転じる。そしてモンマスでワイ川に合流する。（その0.5キロメートルほど上流では、モノウ川がワイ川に合流する。）